# Rabbit en paix
Rabbit en paix (titre original en anglais Rabbit at Rest) est un roman de l'écrivain américain John Updike publié originellement le 26 septembre 1990 aux États-Unis et en français le 4 novembre 1993 aux éditions Gallimard. Il constitue le quatrième et dernier volume du cycle Rabbit mettant en scène la vie du personnage Harry « Rabbit » Angstrom, bien qu'un épilogue (Souvenirs de Rabbit) sous forme d'une nouvelle ait été publiée en 2001.
Ce roman a obtenu le National Book Critics Award en 1990, le prix Pulitzer de la fiction en 1991, et la médaille William Dean Howells en 1995. Sa traduction (et son traducteur) en français est récompensée par le prix Laure-Bataillon en 1994.

## Écriture du roman
John Updike commence l'écriture du quatrième tome de la vie de son plus célèbre personnage littéraire le 12 janvier 1989 pour finir la première version en septembre de la même année et la version dactylographiée pour l'éditeur le 20 janvier 1990. L'écriture de ce volume est marquée par les derniers mois et l'hospitalisation de sa mère qui décède en juste avant la fin de composition du premier brouillon complet. John Updike a puisé l'inspiration de ses scènes d'hôpital dans ce vécu et par ailleurs a effectué depuis Reading en Pennsylvanie jusqu'à Fort Myers en Floride le voyage en voiture pour précisément noter les lieux et impressions du parcours de son personnage.

## Résumé
Rabbit Angstrom, maintenant 56 ans, passe chaque année l'automne et l'hiver, avec sa femme Janice, dans leur appartement de Deleon en Floride donnant sur le golfe du Mexique. Durant cette période, il laisse à son fils Nelson la gestion de la concession Toyota Springer qui vivote tant bien que mal en cette fin des années 1980 marquée par la période de libéralisme économique de Ronald Reagan. Rabbit, joue de plus en plus au golf avec ses nouveaux amis retraités et fortunés, et satisfait la vacuité de son quotidien en se limitant difficilement sur la nourriture, conscient des dommages internes que cela fait sur son cœur qui lui donne de temps à autre d'inquiétants signes caractéristiques. Entre Noël et le jour de l'An, Janice et lui accueillent chez eux pour une semaine Nelson et Pru, accompagnés de leurs deux enfants, Judy neuf ans et Ron cinq ans. Dès leur arrivée à l'aéroport, Nelson est agressif et taiseux, continuant à entretenir des rapports conflictuels avec son père. Rabbit se consacre alors à satisfaire les désirs de sa petite-fille dont il se sent très proche, Janice et Pru, qui sont relativement proches, discutant ensemble. Nelson s'échappe le plus possible de l'appartement qui l'oppresse lors de virées dont il revient encore plus nerveux et agité, présentant tous les signes du cocaïnomane. Un matin, Rabbit emmène Judy faire de la voile sur Sunfish. En raison de son grand amateurisme et de son ignorance des subtilités de la pratique, tous deux dessalent lors d'une fausse manœuvre. Rabbit, paniqué de ne pas voir sa petite-fille et de se trouver dans un élément qui lui est étranger, s'affole de longues secondes avant de réaliser qu'elle est probablement bloquée sous la voile du bateau. Effectivement, il la retrouve prenant de sérieuses tasses et réussit à la dégager malgré l'effort physique intense que cela demande à son lourd corps et manifestement le début d'infarctus qu'il est en train de subir. Remettant le petit dériveur à l'endroit, il parvient au prix d'efforts et de volonté à ramener le bateau, et Judy, sur la plage où il arrive semi-conscient. Immédiatement pris en charge, il est transporté aux urgences où le diagnostic montre l'occlusion presque totale d'une coronaire. Après quelques jours d'hospitalisation, son médecin lui recommande de réaliser un pontage au plus vite, ce à quoi par peur Rabbit se refuse, préférant en première option tenter la toute nouvelle technique d'angioplastie coronaire.

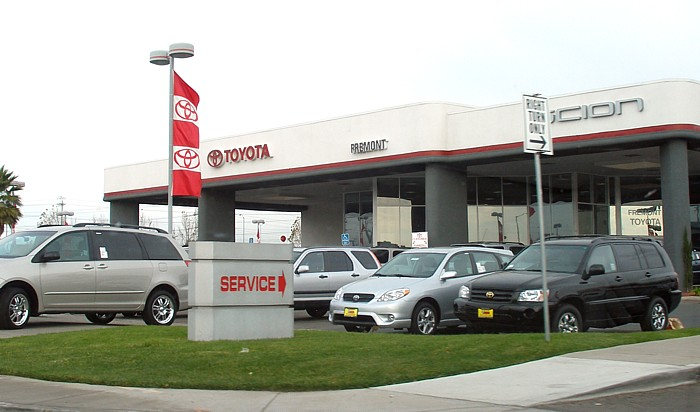
Un concessionnaire Toyota aux États-Unis.

De retour à Brewer, au tout début de l'année 1989, Rabbit retarde le moment de l'opération et ne change pas son comportement alimentaire. Il va voir Thelma, sa maitresse régulière depuis 10 ans, qui est elle aussi malade chronique atteinte d'un lupus systémique à un stade avancé, et tente de trouver auprès d'elle du réconfort alors que Janice sa femme n'est pas très attentive et présente à ses côtés. Cette rencontre tourne mal, Thelma et lui ne réussissent pas à retrouver leurs habitudes et sont mutuellement agressifs, lui confirmant notamment que Nelson se drogue. Les deux ex-amants se séparent. Rabbit décide de mener une enquête sur les finances de Springer Motors en l'absence de son fils, mais se voit opposé un refus formel pour pouvoir consulter les livres de compte de la part du comptable qui lui déclare qu'il n'est en rien habilité pour cela ; Janice et Nelson étant les propriétaires officiels de la concession. Alors qu'il se confie à Janice, qui connait la situation depuis quelques semaines et après une éprouvante discussion avec Nelson lors de leur visite en Floride, de ses soupçons, celle-ci tente de le détourner de poursuivre plus avant ses recherches et confirme à demi-mot les problèmes de dépendance de leur fils tout en les minimisant. Rabbit décide de demander conseil à son vieil ami Charlie Stavros qui s'engage à parler à Janice tant pour Nelson que pour les conséquences sur la compagnie. Une nuit, Pru appelle affolée ses beaux-parents car Nelson en crise d'angoisse est devenu violent avec elle. Rabbit et Janice viennent en urgence et une très dure confrontation familiale se déroule. Nelson est acculé à reconnaître ses problèmes de drogues, dont il a toujours considéré l'usage comme simplement récréationnel et sans dépendance, et est forcé d'entreprendre une cure de désintoxication au plus vite. Quelques jours plus tard Rabbit entre à l'hôpital pour son angioplastie. Celle-ci se passe bien, mais il est totalement délaissé par sa femme qui a entrepris de commencer des cours d'agent immobilier pour se remettre au travail. Le docteur lui indique que le risque de réstinose à moyen terme est important et qu'une opération de pontage coronarien est grandement recommandée. Ce que Rabbit retarde une nouvelle fois. Le hasard fait cependant qu'une des infirmières se trouve être Annabelle Byer, cette jeune femme qui dix ans auparavant était venue un peu mystérieusement lui acheter une voiture et dont il s'était persuadé qu'elle était sa fille illégitime née d'une liaison de quelques mois avec Ruth Leonard en 1959. Bien qu'à l'époque Ruth lui avait fermement dénié sa paternité, il n'en a jamais été convaincu. Cependant, malade et très fatigué Rabbit décide de ne pas aller plus avant sur le sujet avec Annabelle, profitant simplement de sa présence. Janice durant ce temps découvre grâce à Charlie que son fils doit plusieurs centaines de milliers de dollars à ses dealeurs qui se font de plus en plus pressants et qu'il a organisé tout un circuit de détournement d'argent avec des comptes factices de financement des voitures auprès du fournisseur japonais. Le soir de la sortie d'hôpital de Rabbit, alors que Janice est absente pour suivre ses cours, Pru entre dans sa chambre pour se confier à lui. Se laissant aller à l'attraction du jeune corps de sa belle-fille, qui manifestement avait préparé ce moment, Rabbit et elle font l'amour.

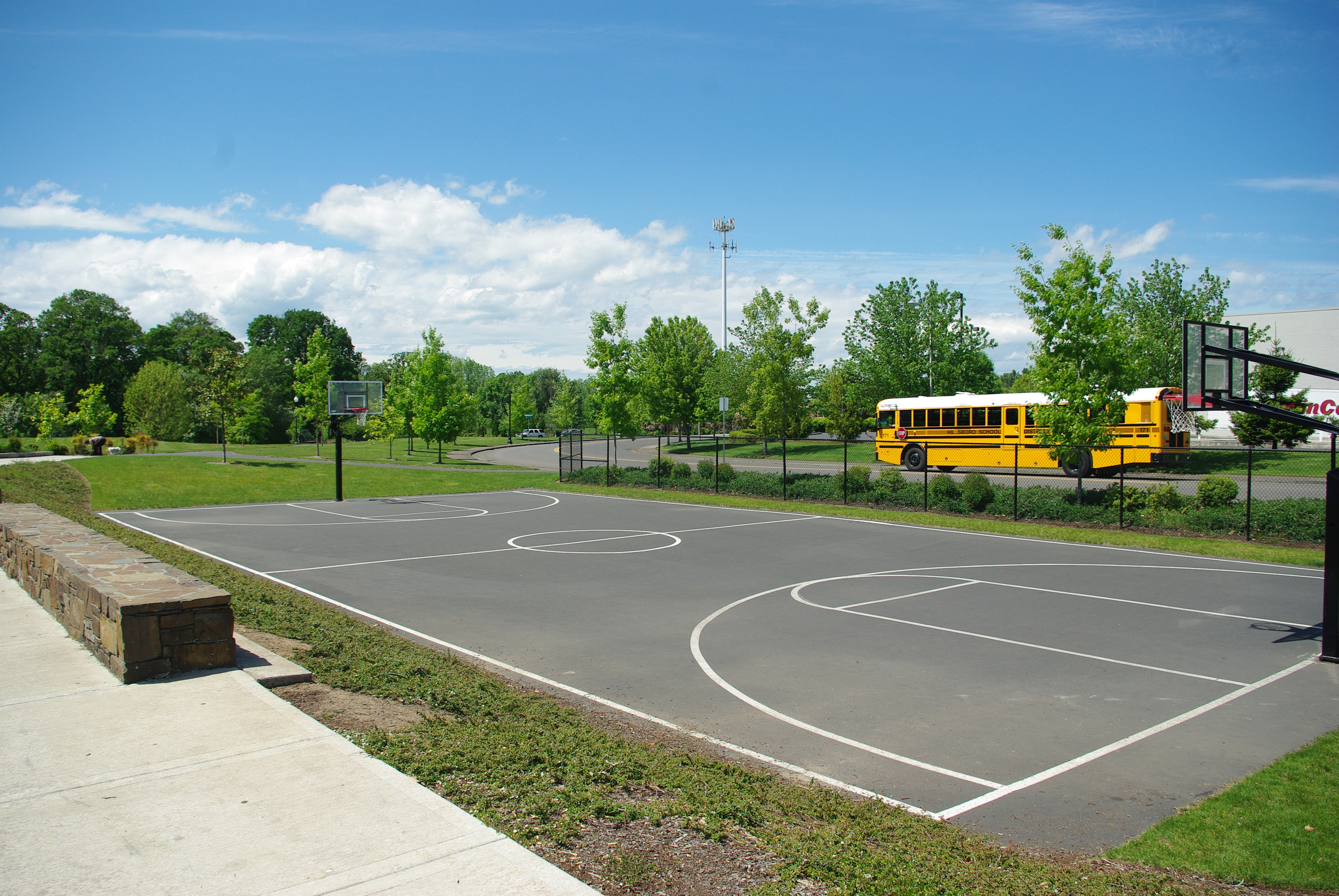
L'ultime « un-contre-un » de Rabbit.

Après quelques semaines de repos, Rabbit est amené à reprendre en main la concession Springer alors que Nelson est en cure de longue durée à Philadelphie dans une communauté protestante évangélique. Il contracte différents crédits pour éponger les dettes de son fils et tente de sauver les bilans. Cependant, les services comptables de Toyota constatent les trous et irrégularités et dépêchent un responsable japonais pour mettre brutalement fin à la franchise qu'ils avaient accordée depuis 20 ans à Springer Motors, exigeant de Rabbit qu'il rembourse avec intérêts avant la fin du mois sous peine d'un procès. Humilié mais non déstabilisé, Rabbit accepte ce nouveau choc dans sa vie ; la concession appartenant légalement à sa femme et son fils. Janice pour combler les dettes et tenter d'honorer les échéances propose de vendre leur maison à Brewer d'emménager chez Nelson et sa famille dans l'ancienne maison de sa mère qu'ils avaient quitté dix auparavant pour enfin avoir leur liberté et donner de l'espace à Pru et leur fils. Rabbit est blessé et horrifié à cette idée mais ne peut, une fois de plus, que se soumettre à la situation, espérant secrètement que cela ne puisse se faire. Quelque temps plus tard, Janice, pour préparer le terrain, en discute avec Pru et Nelson revenu « Born again » à Brewer. Celle-ci contre toute attente révèle à Janice et Nelson le rapport sexuel unique qu'elle a eu avec Rabbit la nuit de sa sortie d'hôpital. Janice téléphone à son mari auquel elle intime l'ordre de venir immédiatement en parler tous ensemble pour tenter de dépasser cette trahison, tout en déclarant ne jamais pouvoir lui pardonner cet acte, le pire de tous dans leur vie de couple. Rabbit, raccroche, fait son sac, et décide non pas de rejoindre sa famille, mais de partir vers le sud, sans prévenir, comme il l'avait fait 30 ans auparavant. Suivant les traces d'alors, il retrouve les routes de Virginie occidentale, mais cette fois ne s'y perd pas et durant un voyage de trois jours descend progressivement en Floride pour rejoindre leur appartement à Deleon. Là, Rabbit vit seul deux mois sans le moindre contact avec sa femme. Malgré les risques, il continue à ne suivre aucun régime alimentaire, ne se décidant qu'à pratiquer un peu de marche quotidienne. Au cours de l'une de ces balades digestives, il repère un terrain de basket fréquenté par de jeunes afro-américains. Il propose un jour à l'un d'eux, qui lui rappelle physiquement Skeeter - le jeune homme qu'il avait hébergé 20 ans auparavant chez lui avec Jill, de jouer à « un contre un ». Lent, lourd, sans entrainement, mais avec la sensation diffuse que son corps se remémore malgré tous les gestes de sa gloire de jeunesse, il se fait violence pour tenir le score face à l'adolescent et s'écroule sur le terrain victime de cette crise cardiaque inévitable après laquelle il courait plus ou moins inconsciemment.

## Éditions
- Rabbit at Rest, Alfred A. Knopf Publishers, 1990  (ISBN 0394589521).
- Rabbit en paix, éditions Gallimard, 1993  (ISBN 9782070731596) – cette traduction a reçu le prix Laure-Bataillon 1994.
- Rabbit Angstrom, a Tetralogy, coll. « Everyman's Library », Alfred A. Knopf Publishers, 1995,  (ISBN 0-679-44459-9).